# Staphyliniformia
Los estafiliniformes (Staphyliniformia) son un infraorden de coleópteros del suborden polífagos; son uno de los grupos más basales de este suborden; incluye dos superfamilias, Hydrophiloidea y Staphylinoidea.